# 9-Oxo-2-decensäure
9-Oxo-2-decensäure ist eine ungesättigte Ketocarbon- bzw. Fettsäure und ein Pheromon der Honigbiene.

## Vorkommen und biologische Bedeutung

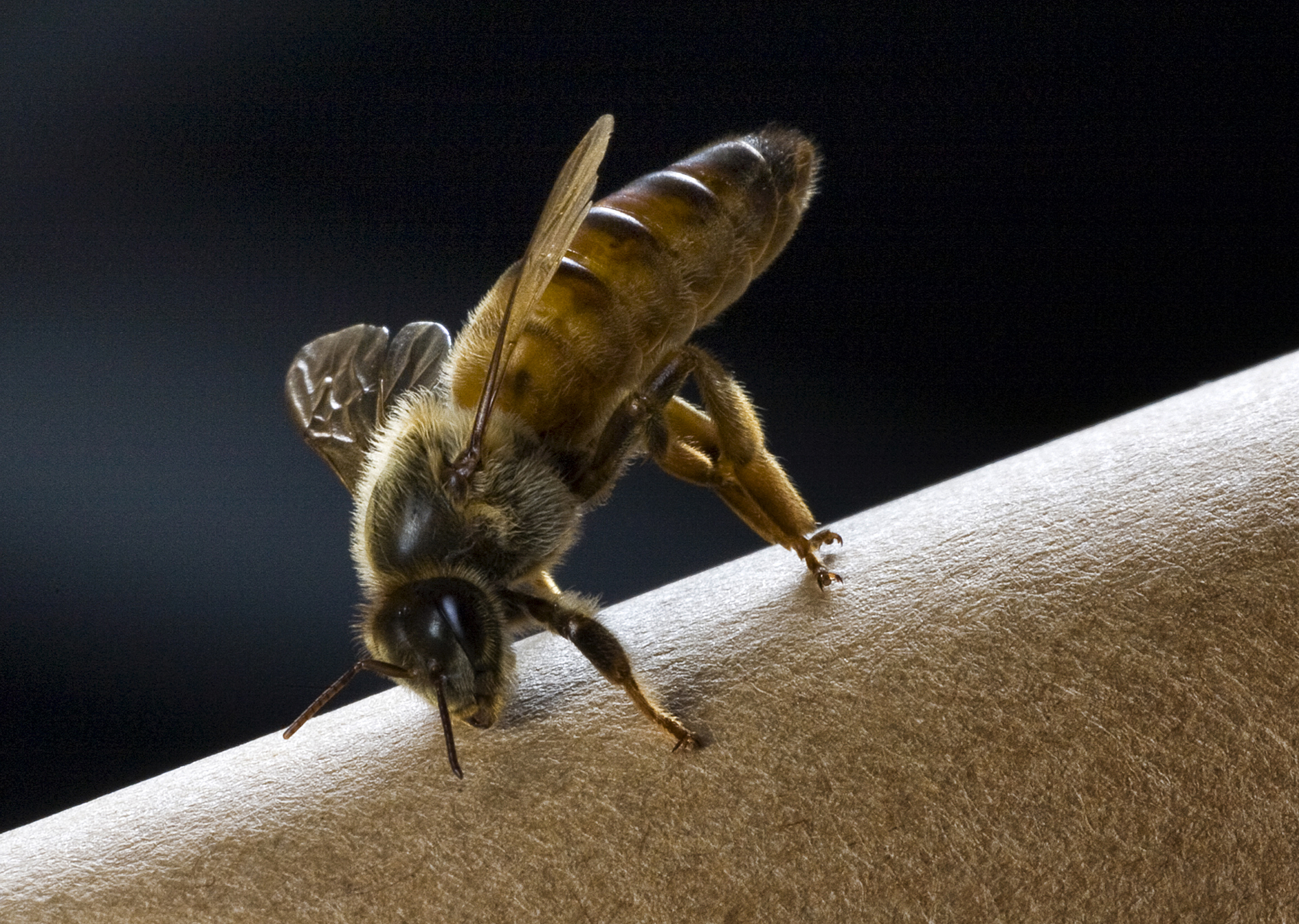
9-Oxo-2-decensäure ist eine wichtige Komponente des Pheromons von Bienenköniginnen

9-Oxo-2-decensäure ist ein Pheromon der Honigbiene (Apis mellifera). Es wird von Bienenköniginnen abgesondert und verhindert die Aufzucht weiterer Königinnen in einem Volk, und die Ausbildung der Eierstöcke der Bienen-Arbeiterinnen, außerdem wirkt es als Sexualpheromon, das Drohnen zur Paarung und Arbeiterinnen anlockt. Das Z-Isomer hat nur eine geringe Pheromonwirkung. Neben der Hauptkomponente 9-Oxo-2-decensäure enthält das Pheromon der Bienenköniginnen vor allem 9-Hydroxy-2-decensäure und 10-Hydroxy-2-decensäure. Die Menge an 9-Oxo-2-decensäure, die von einer Bienenkönigin gebildet wird, ist sehr variabel und hängt sowohl von Alter und Unterart ab, als auch davon, ob die Königin begattet wurde. Die Bienen-Arbeiterinnen und Drohnen können die Verbindung durch spezialisierte Geruchszellen wahrnehmen.
In der Zwerghonigbiene ist das wichtigste Sexualpheromon 10-Hydroxy-2-decensäure, trotzdem werden die Dronen dieser Art auch von 9-Oxo-2-decensäure angezogen.

## Synthese
9-Oxo-2-decensäure kann ausgehend von Azelainsäure synthetisiert werden.
Eine effiziente Synthese gelingt ausgehend von Diethyl-3-oxoglutarat. Dieses wird durch 6-Brom-1-hexen und Magnesiumethanolat alkyliert, dann decarboxyliert. Die Doppelbindung wird mit Osmiumtetroxid und Natriumperiodat in wässrigem tert-Butanol zum Aldehyd oxidiert. Die Säuregruppe wird durch Kondensation mit Malonsäure eingeführt.

## Externe Links zu erwähnten Verbindungen
1. ↑  Externe Identifikatoren von bzw. Datenbank-Links zu 9-Hydroxy-2-decensäure:  CAS-Nr.: 1422-28-2, PubChem: 53786791, Wikidata: Q82640153.
2. ↑  Externe Identifikatoren von bzw. Datenbank-Links zu Diethyl-3-oxoglutarat:  CAS-Nr.: 105-50-0, EG-Nr.: 203-302-2, ECHA-InfoCard: 100.003.003, PubChem: 66045, Wikidata: Q72469039.
3. ↑  Externe Identifikatoren von bzw. Datenbank-Links zu 6-Brom-1-hexen:  CAS-Nr.: 2695-47-8, EG-Nr.: 220-267-9, ECHA-InfoCard: 100.018.425, PubChem: 75906, Wikidata: Q72456733.